# علی‌اشرف فرخ
علی‌اشرف فرخ سیاست‌مدار ایرانی بود، که در  دوره بیست و سوم  به‌عنوان نماینده سنقرکلیایی در مجلس شورای ملی حضور داشت.